# Torrelodones
Torrelodones är en kommun i Spanien. Den ligger i den autonoma regionen Madrid, i den centrala delen av landet, 25 km nordväst om huvudstaden Madrid. Antalet invånare är 25 316 (2024). Arean är 21,95 kvadratkilometer. Torrelodones gränsar till Madrid, Las Rozas, Galapagar, Moralzarzal och Hoyo de Manzanares. 